# Монтес, Клементе
Клементе Хосе Монтес Барройльет (исп. Clemente José Montes Barroilhet; 25 апреля 2001, Витакура, Чили) — чилийский футболист, нападающий клуба «Универсидад Католика» и сборной Чили.

## Карьера
Клементе - уроженец коммуны Витакура, которая входит в состав провинции Сантьяго и Столичной области Чили. Воспитанник клуба «Универсидад Католика». Дебютировал за него 20 декабря 2020 года в поединке чилийской Примеры против «Сантьяго Уондерерс», выйдя на замену на 80-й минуте вместо Хосе Педро Фуэнсалиды. Всего в дебютном сезоне провёл 9 встреч. Сумел один раз отличиться, забив свой первый гол в профессиональной карьере в ворота «Уачипато» уже во втором матче в карьере.
В марте 2021 года впервые был вызван в тренировочной лагерь основной сборной. 27 марта Клементе дебютировал в сборной в товарищеском поединке против команды Боливии, выйдя на замену на 88-й минуте вместо Даниэля Гонсалеса.
10 июня Клементе был включен в окончательный состав сборной Чили на Кубок Америки 2021 года.

## Семья
Имеет двух двоюродных братьев-футболистов, родных между собой. Рождённый в Англии Ричард Барройльет ныне выступает за «Универсидад де Консепсьон». Рождённый во Франции после переезда родителей Джордан Барройльет является игроком команды «Курико Унидо».

## Достижения
- Чемпион Чили: 2020
- Обладатель Суперкубка Чили: 2020